# Kalinyinszki járás

A Kalinyinszki járás a Szaratovi területen

A Kalinyinszki járás (oroszul: Калининский муниципальный район) Oroszország egyik járása a Szaratovi területen. Székhelye Kalinyinszk.

## Népesség
- 1989-ben 39 739 lakosa volt.
- 2002-ben 39 732 lakosa volt.
- 2010-ben 33 302 lakosa volt, melyből 28 223 orosz, 1 670 ukrán, 518 örmény, 293 tatár, 269 kazah, 230 csecsen, 198 azeri, 182 lezg, 171 csuvas, 160 német, 133 moldáv, 117 ezid, 107 mordvin, 104 cigány, 76 fehérorosz, 62 avar stb.